# Al-Sabour-moskee
De Al-Sabour-moskee is een kleine, sjiitische moskee in het dorp Zinj in het noorden van Bahrein. Het is één van de oudste moskeeën in Bahrein en heeft geen dak. Sommige sjiieten geloven dat deze moskee geen dak accepteert zolang Imam Mahdi afwezig is.